# Taylor Rochestie
Taylor Campbell Rochestie (Houston, 1 de julho de 1985) é um basquetebolista profissional estadunidense que atualmente joga pelo Estrela Vermelha que disputa a ABA Liga e EuroLiga. O atleta que joga na posição armador pesa 88 kg e possui 1,85m de altura. Jogou no basquetebol universitário por Tulane Green Wave em 2004-2005 e entre 2006 e 2009 jogou Washington State Cougars com médias de 9,7 pontos, 3,7 assistências e 2,9 rebotes por jogo em 130 partidas disputadas.
Em 2012 Rochestie obteve passaporte montenegrino sendo convocado pela seleção montenegrina entre 2013 e 2015.

## Estatísticas

### EuroLiga
| Temporada | Clube            | J  | JT | MPJ  | AP%  | 3P%  | LL%  | RPJ | APJ | RPJ | TPJ | PPJ  | VAL  |
| --------- | ---------------- | -- | -- | ---- | ---- | ---- | ---- | --- | --- | --- | --- | ---- | ---- |
| 2012-13   | Baskonia         | 4  | 0  | 7.6  | .182 | .250 | .333 | .3  | .3  | 1.0 | .0  | 1.5  | -.8  |
| 2013-14   | Montepaschi      | 10 | 0  | 16.7 | .403 | .391 | .857 | 1.5 | 1.7 | .5  | .0  | 6.5  | 3.4  |
| 2014-15   | Nizhny Novgorod  | 21 | 17 | 30.0 | .511 | .500 | .925 | 1.6 | 5.7 | .6  | .0  | 18.9 | 21.0 |
| 2015-16   | Maccabi Tel Aviv | 10 | 5  | 29.3 | .429 | .404 | .920 | 2.1 | 5.5 | .2  | .0  | 14.0 | 13.5 |
| 2017-18   | Estrela Vermelha |    |    |      |      |      |      |     |     |     |     |      |      |
| Carreira  | Carreira         | 45 | 22 | 24.8 | .471 | .456 | .904 | 1.6 | 4.3 | .5  | .0  | 13.5 | 13.5 |

### Ligas domésticas
| Temporada | Clube            | Liga       | J  | MPJ  | AP%  | 3P%  | LL%   | RPJ | APJ | RPJ | TPJ | PPJ  |
| --------- | ---------------- | ---------- | -- | ---- | ---- | ---- | ----- | --- | --- | --- | --- | ---- |
| 2009-10   | BG Göttingen     | BBL        | 38 | 26.8 | .502 | .395 | .841  | 2.8 | 3.2 | 1.2 | .1  | 15.1 |
| 2010-11   | Galatasaray      | BSL        | 16 | 23.3 | .423 | .405 | .842  | 3.5 | 3.1 | .9  | .0  | 7.9  |
| 2010-11   | Alba Berlin      | BBL        | 27 | 24.3 | .460 | .381 | .766  | 2.7 | 3.9 | .8  | .0  | 8.7  |
| 2011-12   | Le Mans          | LNB        | 37 | 35.2 | .564 | .428 | .893  | 3.4 | 6.4 | .9  | .1  | 16.3 |
| 2012-13   | Baskonia         | ACB        | 7  | 16.6 | .529 | .545 | 1.000 | .7  | 2.6 | .1  | .0  | 6.1  |
| 2012-13   | Angelico Biella  | LBA        | 16 | 31.8 | .570 | .279 | .921  | 2.1 | 2.6 | 1.2 | .0  | 13.4 |
| 2013-14   | Montepaschi      | LBA        | 13 | 18.8 | .569 | .222 | .941  | 1.6 | 3.0 | .5  | .0  | 7.1  |
| 2014-15   | Nizhny Novgorod  | Liga Unida | 31 | 29.1 | .543 | .388 | .899  | 3.2 | 5.3 | .6  | .0  | 14.7 |
| 2015-16   | Maccabi Tel Aviv | Ligat HaAl |    |      |      |      |       |     |     |     |     |      |
| 2016-17   | Lokomotiv Kuban  | Liga Unida |    |      |      |      |       |     |     |     |     |      |
| 2017-18   | Estrela Vermelha | ABA        |    |      |      |      |       |     |     |     |     |      |